# Émile Prudent

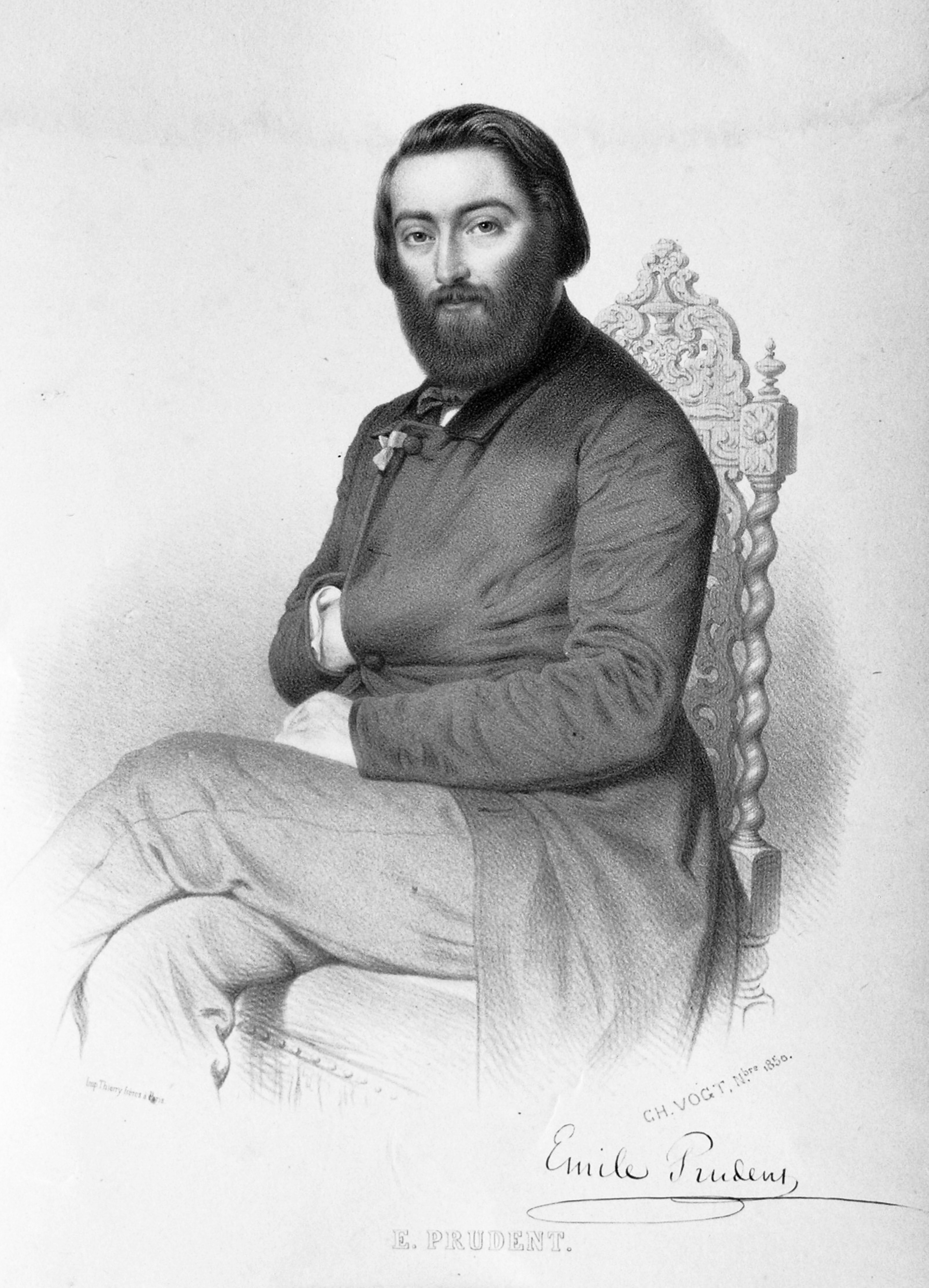
Émile Prudent, litografi av Charles Vogt, 1850.

Émile Racine Gauthier Prudent, född den 4 april 1817 i Angoulême, död den 14 maj 1863 i Paris, var en fransk pianist och tonsättare.
Prudent utbildades vid konservatoriet i Paris. Med Thalberg och Mendelssohn som förebilder fortsatte han sedan pianostudierna på egen hand och ägde som pianolärare i Paris högt anseende. Hans kompositioner för piano utmärks av elegans och klangfyllnad samt räknas till den bättre salongsmusiken. Prudent skrev även en pianotrio, en konsertsymfoni för piano och orkester samt en pianokonsert.